# Kulla församling
Kulla församling var en församling i Uppsala stift och i Enköpings kommun i Uppsala län. Församlingen uppgick 2010 i Lagunda församling.

## Administrativ historik
Församlingen har medeltida ursprung. 
Församlingen utgjorde under medeltiden ett eget pastorat för att därefter till 1 maj 1867 vara annexförsamling i pastoratet Holm och Kulla. Från 1 maj 1867 till 1962 var församlingen annexförsamling i Hjälstaholms pastorat och från 1962 till 2010 annexförsamling i Gryta pastorat.Församlingen uppgick 2010 i Lagunda församling.

## Kyrkor
- Kulla kyrka